# Proud Tower
La Proud Tower (プラウドタワー船橋) est un gratte-ciel de 107 mètres de hauteur construit de 2003 à 2005 dans la ville de Funabashi dans la Préfecture de Chiba, dans l'agglomération de Tokyo.
C'est le deuxième plus haut immeuble de Funabashi derrière la Pressia Tower construite en 2009 
L'immeuble abrite 293 logements sur 31 étages pour une surface de plancher de 30 164 m² 
L'architecte et le constructeur est la société japonaise Shimizu Corporation